# Amy Tran
Amy Tran (Harrisburg, 2 de octubre de 1980) es una exjugadora estadounidense de hockey sobre césped.

## Trayectoria
Tran debutó con la selección de Estados Unidos en 2006. Disputó el Mundial de Madrid 2006, donde terminó en tercer lugar de su grupo y no pudo avanzar a la fase final. Tuvo su primera participación olímpica en los Juegos Olímpicos de Pekín 2008, donde terminó cuarta de su grupo y no avanzó a semifinales. En 2012 disputó los Juegos Olímpicos de Londres.